# Regattasegeln

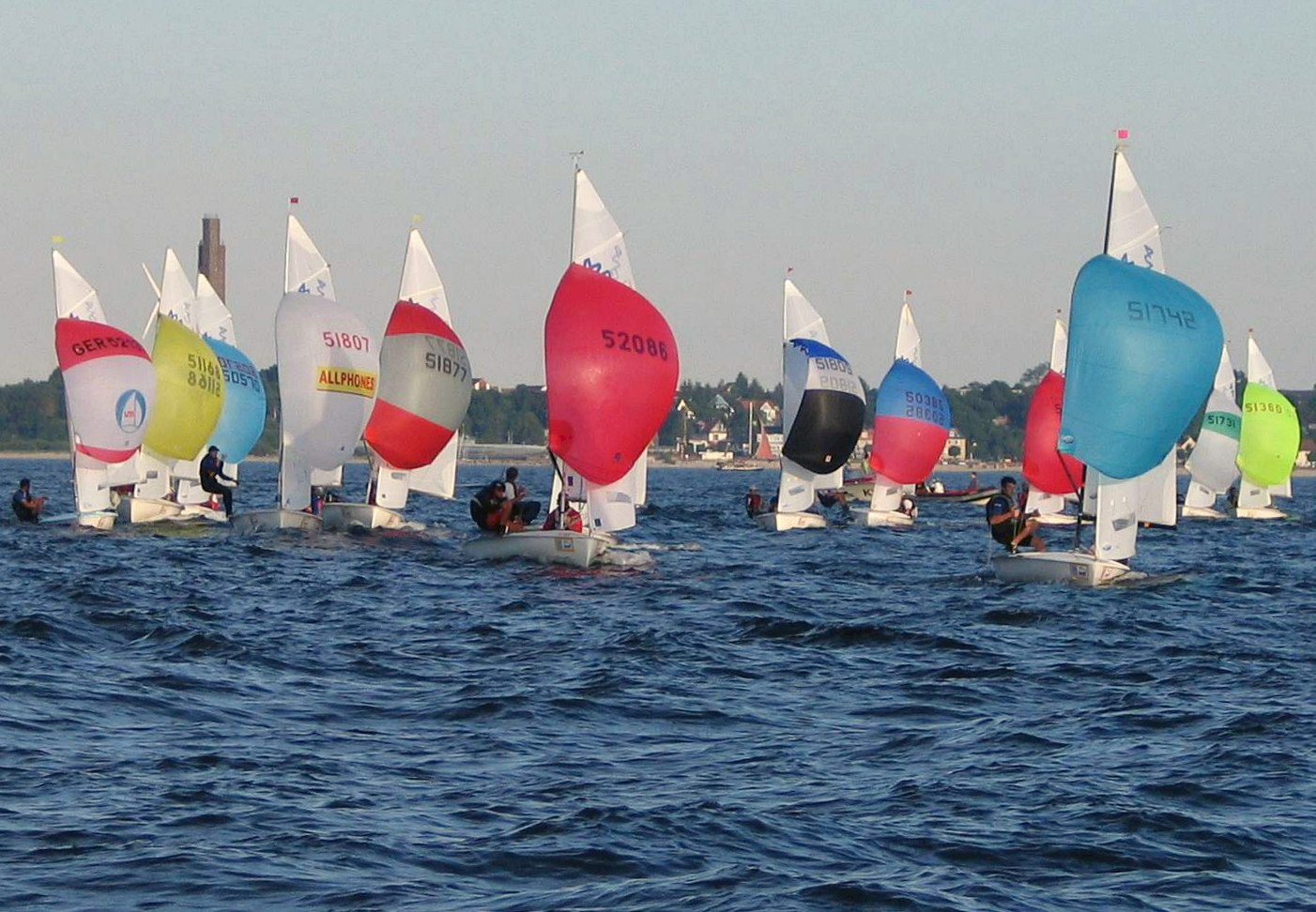
Regattafeld bei der Kieler Woche (2005)

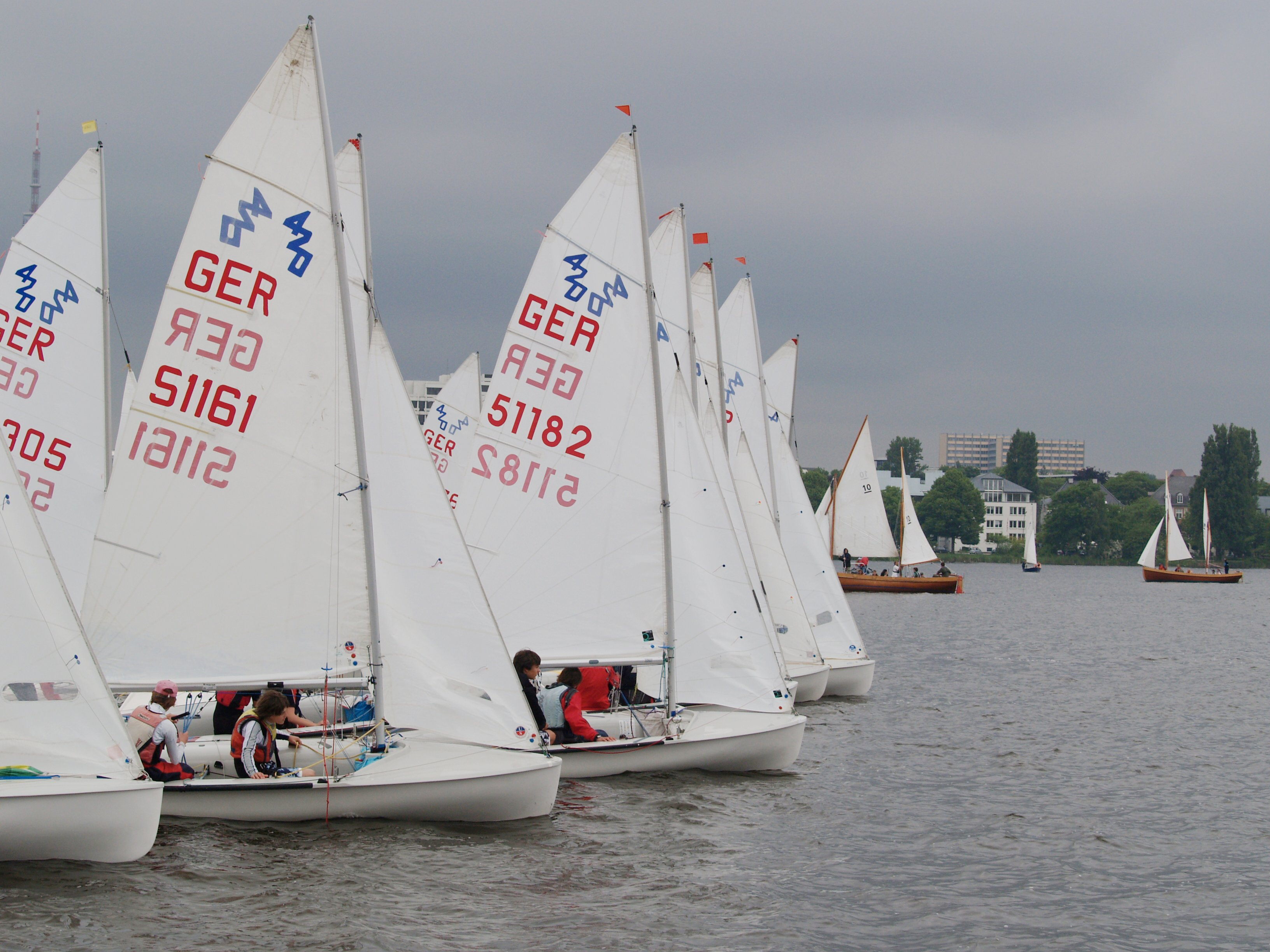
420er beim Start

Regattasegeln ist ein Wettkampfsport, bei dem eine vorher abgestimmte Strecke von zwei (Match Race) oder mehr (Fleet Race) Booten oder zwei Teams mit jeweils zwei bis vier Booten (Team Race) zur selben Zeit befahren wird. Die Dauer eines Wettkampfes kann von weniger als einer Stunde bis zu Monaten bei Hochseeregatten (zum Beispiel The Ocean Race) betragen. Es werden meistens mehrere Wettfahrten in einer Regatta durchgeführt, die Einzelergebnisse werden nach einem vorgeschriebenen Verfahren zusammengefasst und so der Gewinner ermittelt. Regatten werden nach den Wettfahrtregeln Segeln von World Sailing (früher ISAF), des Weltverbands aller Segelsportarten, ausgetragen.

## Rahmenbedingungen
Vor einer Regatta wird eine Ausschreibung veröffentlicht. Die Ausschreibung erfüllt den Zweck einer Einladung. Deshalb müssen in ihr alle Bedingungen beschrieben sein, die ein potentieller Teilnehmer für seine Entscheidung über eine Teilnahme braucht. Vor Beginn der ersten Wettfahrt der Regatta erhalten die Segler eine Segelanweisung, die ergänzende Bestimmungen (z. B. die Bahnen, spezielle Signale und besondere Regeln) zu den grundlegenden Wettfahrtregeln festlegt.
Die Kosten zur Ausübung des Sports sind sehr unterschiedlich: Ein Team beim America’s Cup braucht einen Millionenetat, um überhaupt teilnehmen zu können, während in Jollenklassen wie Optimist, Laser, Europe, 420, 470, Pirat oder Kielbootklassen wie H-Boot oder Kielzugvogel bereits mit normalen Mitteln nationale und internationale Erfolge zu erzielen sind. Neben den Kosten für das Boot, Versicherungen und Transport sind für Regatten Meldegelder zu zahlen.
Bei professionellen Hochseeregatten steht die Geschwindigkeit absolut im Vordergrund, was trotz aller Sicherheitsmaßnahmen bei Fehlern auch Lebensgefahr für die Besatzung bedeutet. Bei Jollenregatten, die sportlich nicht weniger anspruchsvoll sein müssen, besteht zwar auch immer eine gewisse Unfallgefahr, das Risiko ist aber doch deutlich geringer. Normalerweise werden je nach Teilnehmerzahl und Wetterbedingungen mehrere Sicherungsboote eingesetzt, die im Ernstfall ein schnelles Eingreifen ermöglichen. Dies können vom Ausrichter der Regatta eingesetzte eigene Boote sein, bei Bedarf und nach Möglichkeit wird aber auch auf die Unterstützung vorhandener Rettungsorganisationen, wie Wasserwacht, DLRG usw., zurückgegriffen.

## Bootsklassen
siehe auch: Liste der Bootsklassen

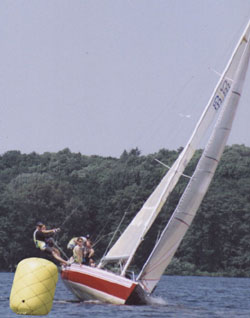
Rennyacht Asso99 One Design

Kleinere Kielboote und Jollen sind meistens sogenannte Einheitsklassen (oder One-Designs). Diese Boote haben identische Rümpfe, Masten und teilweise auch identische Segel und Großbäume und unterliegen strengen Beschränkungen in Bezug auf die Ausrüstung. Ziel ist es, allen Teilnehmern an einer Regatta die gleichen Ausgangsbedingungen zu bieten.
Bei größeren Yachten sind die Stückzahlen der Boote jedoch meist viel zu klein, um ausreichend große Startfelder zu erhalten. Hier müssen unterschiedliche Boote gegeneinander segeln. Um den Wettkampf fair zu machen, gibt es sogenannte Ausgleichsformeln, nach denen das Geschwindigkeitspotential der Boote entweder theoretisch vorherberechnet wird (IMS, IRC, ORC) oder aber aus Erfahrungswerten bestimmt wird (Yardstick). Jedes Boot erhält einen individuellen Wert, mit dem die gesegelte Zeit zur berechneten Zeit korrigiert wird. Diese Zeit ist dann für die Wertung relevant. Das erste Boot im Ziel ist also oft nicht der Sieger, da ein langsameres Boot nach berechneter Zeit die bessere Leistung erbracht haben kann.
Eine andere Möglichkeit, unterschiedliche Boote gegeneinander segeln zu lassen, sind die sog. Konstruktionsklassen. Hier werden lediglich bestimmte Dimensionen vorgegeben, innerhalb derer die Boote konstruiert und gebaut werden müssen. Bei einigen Klassen gehen Werte wie Verdrängung des Bootes, Tiefgang, Länge, Segelfläche usw. in eine Formel ein. Das Ergebnis der Formel darf dann einen bestimmten Wert nicht überschreiten.
Der Konstrukteur muss nun versuchen, aus den Formeln das beste herauszuholen, und z. B. entscheiden, ob es von Vorteil sein kann, die Segelfläche zu erhöhen, auch wenn dafür der Kielballast verringert werden muss, um in der Formelbeschränkung zu bleiben.
Beispiele für Konstruktionsklassen sind die „Meterboote“ wie 12er, 8er, 6er, die Eintonner, Halbtonner und Vierteltonner der siebziger Jahre, aber auch die modernen America’s-Cup-Yachten. Die 12er (eigentlich 12-Meter-Rennyachten) sind aber keinesfalls 12 Meter lang, nur das Ergebnis der Vermessungsformel, in die die Abmessungen des Bootes eingesetzt worden sind, darf 12 m nicht überschreiten. 12er sind typischerweise etwa 20–22 m lang. Gleiches gilt auch für die Tonner und andere Konstruktionsklassen. Weitere Konstruktionsklassen sind die Jollenkreuzer 10 m² (C), 15 m² (P), 16 m² (S), 20 m² (R) und 30 m² (B). Hier sind Mindest- und Höchstlänge und -breite, das Gesamtmindestgewicht sowie die vermessene Segelfläche bestimmt.

### Aktuelle olympische Bootsklassen im Segelsport

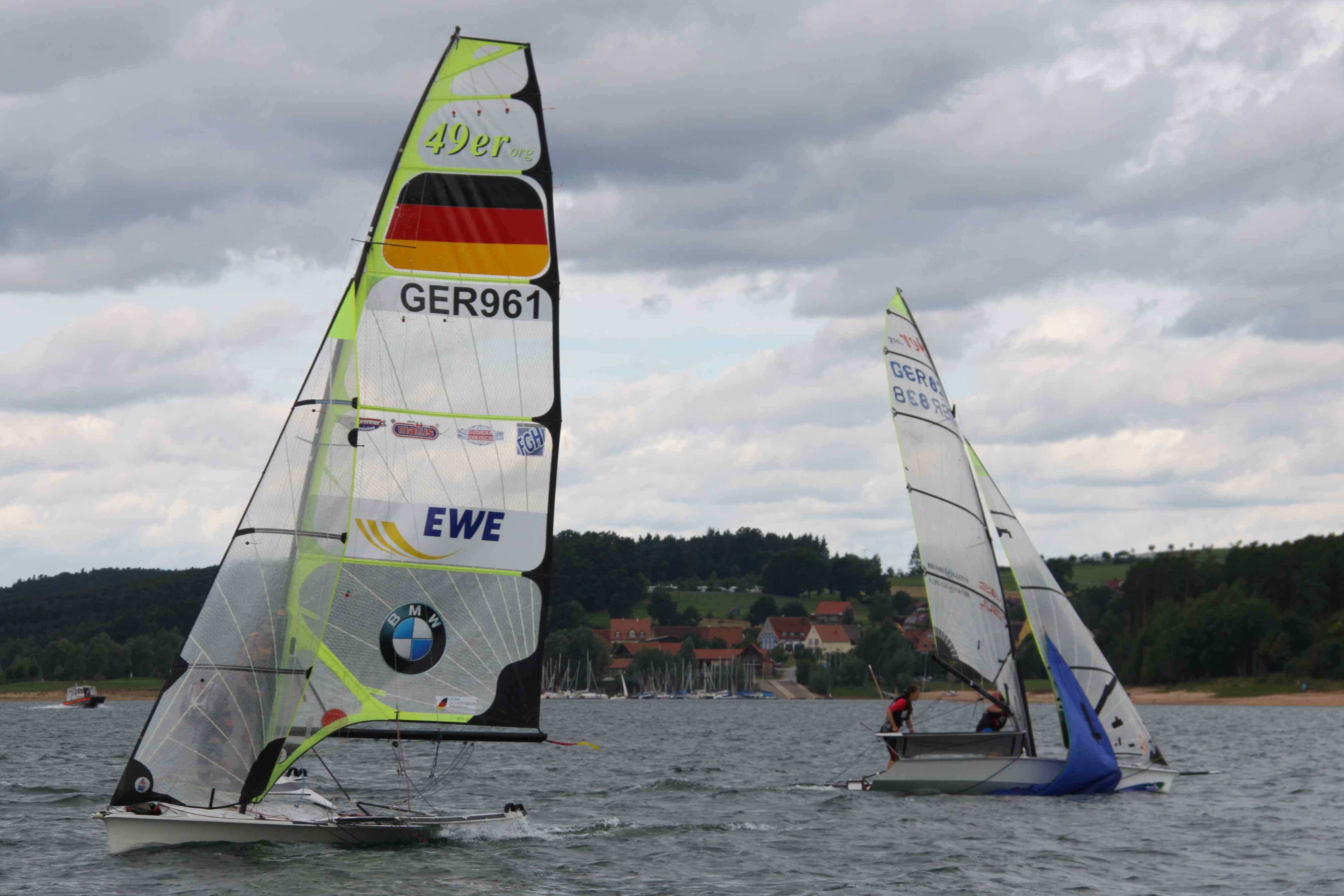
Olympischer 49er

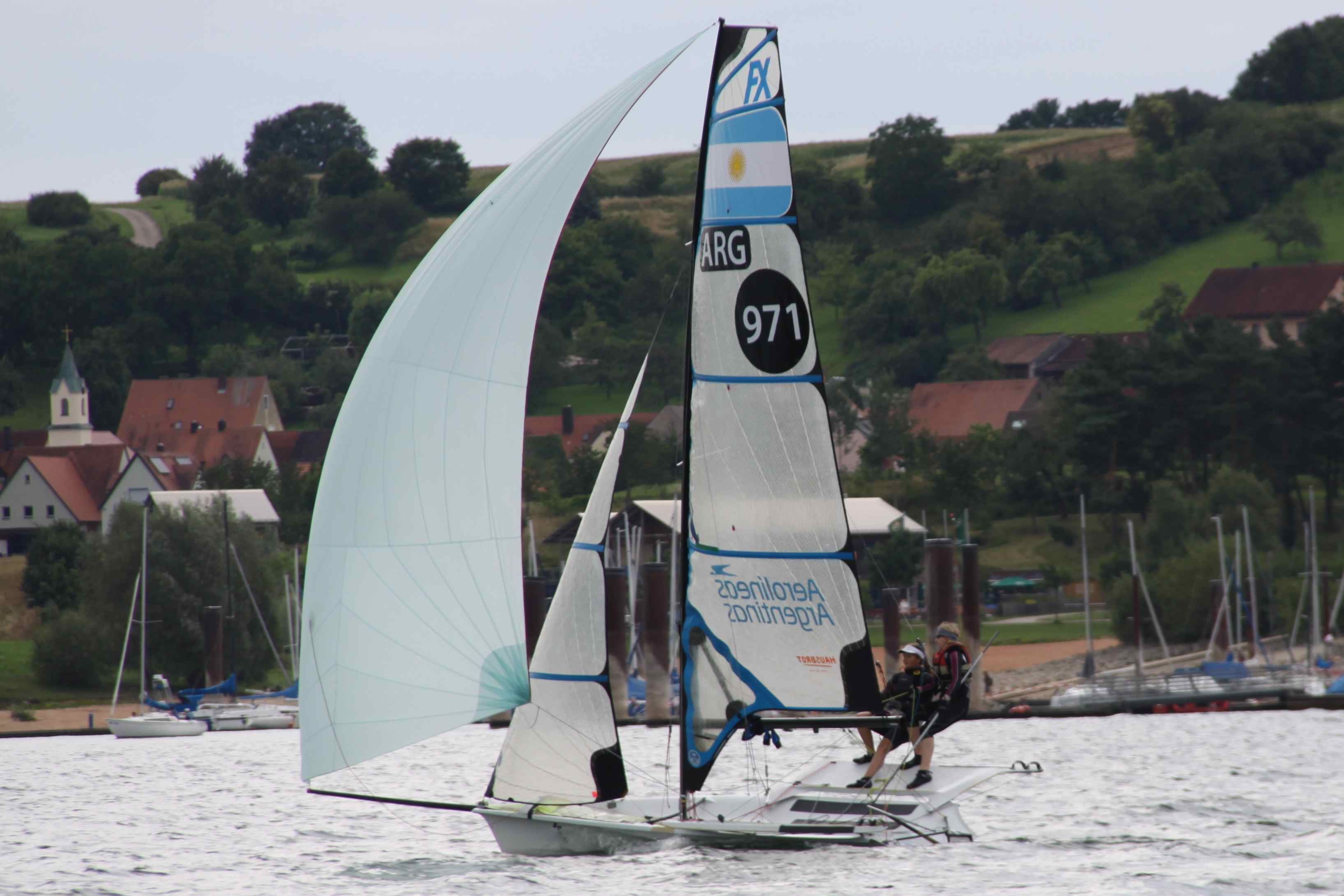
Olympischer 49erFX, Einsatz für Damen erstmals 2016

Bei den Olympischen Sommerspielen im Jahr 2008 in Peking wurden folgende Wettbewerbe ausgetragen:
- Jolle Einhand Offen – Finn-Dinghy
- Jolle Einhand Männer – Laser
- Jolle Einhand Frauen – Laser Radial
- Jolle Zweihand Männer/Frauen – 470er
- Jolle Zweihand Offen – 49er (Skiff)
- Kielboot Männer – Star
- Kielboot Frauen – Yngling
- Mehrrümpfer – Tornado (Zweirumpf-Jolle)
- Windsurfen Männer/Frauen – NeilPryde RS:X

Bei den Olympischen Sommerspielen im Jahr 2012 in London wurden folgende Wettbewerbe ausgetragen:
- Jolle Einhand Männer – Laser
- Jolle Einhand Männer – Finn-Dinghy
- Jolle Einhand Frauen – Laser Radial
- Jolle Zweihand Männer/Frauen – 470er
- Jolle Zweihand Männer – 49er (Skiff)
- Kielboot Männer – Star
- Kielboot Frauen (Match Race) – Elliott 6m
- Windsurfen Männer/Frauen – NeilPryde RS:X

Das IOC hatte das Wettkampfprogramm im Vergleich zu London 2012 modifiziert. So wurden bei den Frauen und bei den Männern die Kielboot-Klassen gestrichen: Bei den Frauen wurde die Klasse Elliott 6m durch die Klasse 49erFX ersetzt, während bei den Männern die Star-Klasse ersatzlos gestrichen wurde. Neu im Programm war die Klasse Nacra 17, die in einer gemischten Konkurrenz ausgetragen wurde. Die zweiköpfige Besatzung bestand aus einer Frau und einem Mann.
Bei den Olympischen Sommerspielen im Jahr 2016 in Rio de Janeiro wurden folgende Wettbewerbe ausgetragen:
- Jolle Einhand Männer – Laser
- Jolle Einhand Männer – Finn-Dinghy
- Jolle Einhand Frauen – Laser Radial
- Jolle Zweihand Männer/Frauen – 470er
- Jolle Zweihand Männer – 49er (Skiff)
- Jolle Zweihand Mann/Frau (Mixed) – Nacra 17
- Jolle Zweihand Frauen – 49erFX
- Windsurfen Männer/Frauen – NeilPryde RS:X

Olympische Bootsklassen 2012 (von links): RS:X, Laser Radial, Laser, Finn, 470er, 49er, Elliott, Starboot

Um einen Überblick der bisher bei Olympischen Sommerspielen zugelassenen Bootsklassen im Segeln zu erhalten, siehe: Liste der Olympiasieger im Segeln.

## Regattabahnen

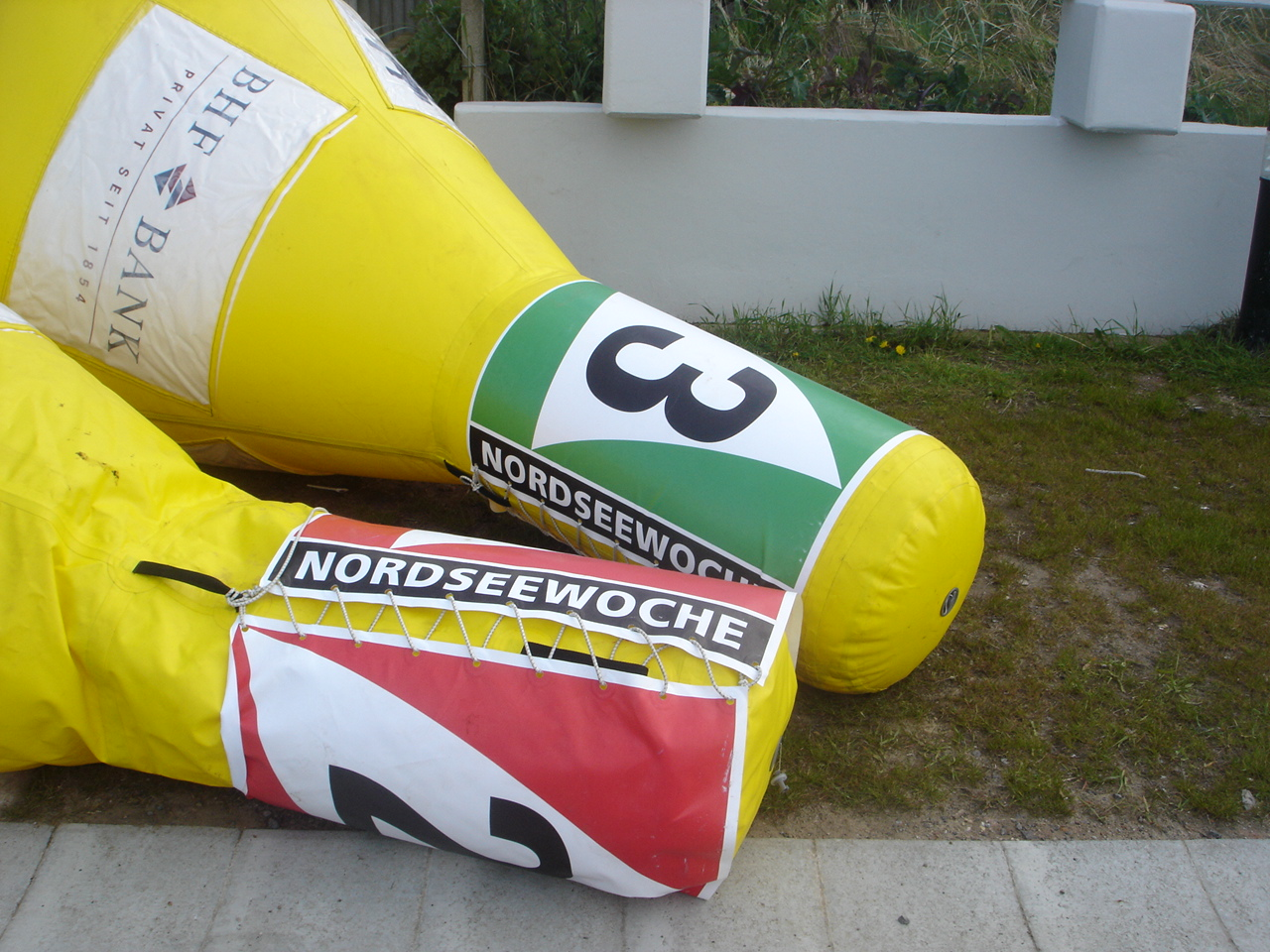
Aufblasbare Regatta-Tonnen als Bahnmarken bei einer Regatta, Helgoland, Nordseewoche 2010

### Feste Bahnen und Bahnen nach dem Wind
Bei den abzusegelnden Bahnen kann es sich um Strecken handeln, die um geografisch festliegende Punkte führen. Oft sind keine geeigneten fixe Punkte (Inseln, Seezeichen usw.) vorhanden. Dann müssen solche Punkte durch schwimmende (und meist auch verankerte) Objekte künstlich geschaffen werden (Feste Bahnen).
Wenn diese Objekte (meist sog. Regattabojen) erst kurz vor dem Start ausgelegt werden, können sie auch so positioniert werden, dass die Verbindungslinien eine bestimmte Ausrichtung zur aktuellen Windrichtung haben. Die Bojen werden dann meist so ausgelegt, dass eine der Verbindungslinien in Windrichtung liegt (Bahnen nach dem Wind).

### Olympisches Dreieck

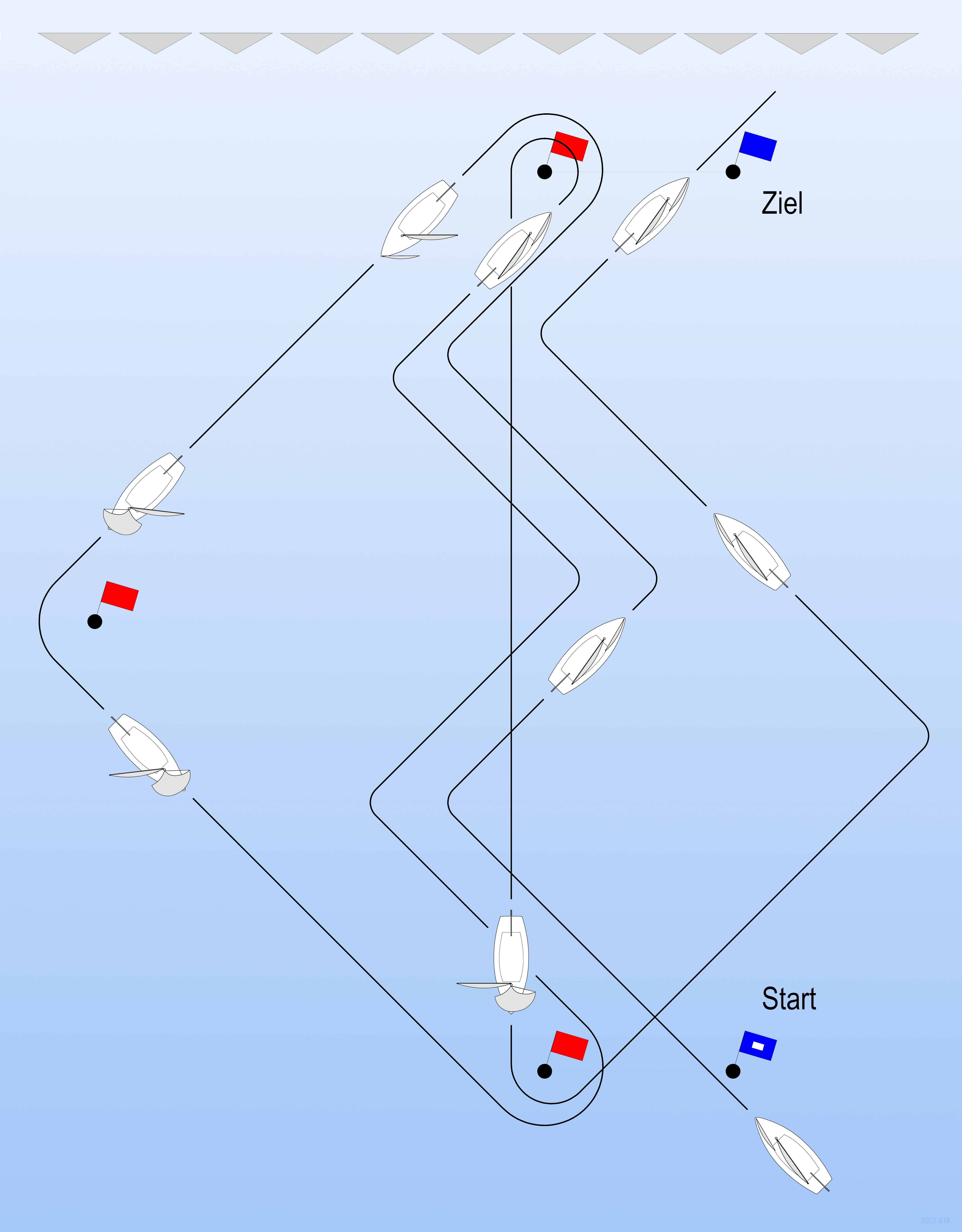
„Olympisches Dreieck“

Fast alle Segelregatten wurden früher auf einer Dreiecksbahn („Olympisches Dreieck“, wird aber bei den Olympischen Spielen nicht mehr verwendet) ausgetragen, die mit Hilfe von drei Bojen ausgelegt wird. Die Bahn wird nach dem Wind ausgerichtet.
In den Bahnplänen, in denen die Bahnen optisch dargestellt werden, sind die Bojen i. d. R. mit den Nummern 1, 2 und 3 bezeichnet.
Die erste Boje oder Lee-Boje (3) bildet meist zusammen mit dem Startschiff die Startlinie. Die Startlinie wird ungefähr quer zur Windrichtung ausgelegt. Die zweite Boje oder Luv-Boje (1) liegt direkt in Windrichtung von der Startlinie, sodass die Boote zu dieser Boje kreuzen müssen. Die dritte oder Raum-Boje (2) liegt querab zur Verbindungslinie der beiden anderen Bojen. Der Abstand der Bojen (und damit die Bahnlänge) ist abhängig von der Bootsklasse, von den Windverhältnissen und von der gewünschten Wettfahrtdauer. Die Bojen werden mehrfach gerundet, üblicherweise dreimal, wobei in der zweiten Runde die Raum-Boje ausgelassen wird, also beispielsweise Start-1-2-3 -1-3-1-2-3-Ziel. Die Ziellinie wird dann meist von der Luv-Boje (1) und dem Startschiff gebildet, das dazu während der Wettfahrt von der Lee-Boje zur Luv-Boje fahren muss.
Um flexibel zu sein, werden für die Start- und Ziellinie oftmals auch nicht die Luv- bzw. Lee-Boje verwendet, sondern es werden extra Bojen zu Begrenzung der Linien ausgebracht und manchmal wird auch ein gesondertes Zielschiff verwendet. Die speziellen Start- und Zielbojen tragen dann üblicherweise orangefarbene Flaggen.
Diese Dreiecksbahn fahren heute in der Regel Bootsklassen, die keinen Spinnaker haben.

### Up-and-Down-Bahn (Luv/Lee-Bahn)
Beim America’s Cup, bei Katamaranen sowie bei den meisten Jollen- und Kielbootklassen mit Spinnaker oder Gennaker hat sich die Up-and-Down-Bahn durchgesetzt. Auch diese Bahn wird nach dem Wind ausgerichtet.
In der Ausgabe der Wettfahrtregeln Segeln 2017–2020 – Anhang S, wurde der Begriff Up-and-Down durch den Begriff Luv/Lee ersetzt und als Nummerierung ist 1, 1a, 2, 2s und 2p vorgesehen.
Nach dem Start segeln die Boote zu der gegen den Wind liegenden Luvboje (1), von dort aus halbwinds zu einer je nach Bootsklasse bis zu 100 Meter entfernten sog. Ablaufboje (1a) und dann vor dem Wind zurück zur Leeboje (2). Diese Marke wird oft durch ein Tor, bestehend aus zwei nahe beieinander liegenden Bojen (Leetor, 2s und 2p), ersetzt. Die Boote müssen durch dieses Tor hindurch segeln. Sie können eine beliebige der beiden Bojen runden.
Diese Bahn wird mehrfach umrundet (ein- bis dreimal) und es wird dann ins Ziel gesegelt, das, je nach Klasse und Segelanweisung, in der Nähe der Luv- oder Leeboje liegt. Die Startlinie liegt dagegen auch bei dieser Bahn immer auf der Leeseite der Bahn, damit sich anfangs zwingend ein Kreuzkurs ergibt.

### Trapezförmige Bahnen
Wenn zwei oder mehr Klassen segeln sollen, wird zunehmend auch eine Trapezbahn ausgelegt, bei der zwei verschiedene Kurse gesegelt werden können und sich somit die Klassen gegenseitig weniger stören. („Innerloop“ und „Outerloop“) Beim Outerloop-Kurs wird nach dem Start zunächst eine in Luv gelegene Boje angesteuert, danach folgt eine Raum-Strecke zu einer zweiten Boje, von dort aus vor dem Wind zu einer dritten (Lee)boje, dann gegen den Wind erneut zur zweiten Boje, zurück zur dritten Leeboje und mit raumen Wind zu einer vierten Boje, die wiederum in Lee des Start/Zielschiffs liegt. Von dort führt ein Kreuzkurs zum Ziel.
Beim Innerloop-Kurs dagegen wird die „Schleife“ um die erste und vierte Boje gesegelt. Im Prinzip handelt es sich bei einer trapezförmigen Bahn um zwei nebeneinander liegende Luv/Lee-Bahnen mit nur eine Startlinie und einer Ziellinie.

## Regattaveranstaltungen Segeln

### Bedeutende Regatten in Europa

#### Regatten, die in oder teilweise in Deutschland stattfinden
| Name                              | Periode      | Premiere | Beschreibung |
| --------------------------------- | ------------ | -------- | --- |
| Kieler Woche                      | jährlich     | 1882     | größte Segelveranstaltung der Welt, Jollen und Yachten                                                                 |
| Travemünder Woche                 | jährlich     | 1889     | Jollen und Yachten |
| Nordseewoche                      | jährlich     | 1922     | Pfingsten, seit 1925 rund Helgoland                                                                                    |
| Rheinwoche                        | jährlich     | 1922     | findet auf dem Mittel- bis Niederrhein statt                                                                           |
| Warnemünder Woche                 | jährlich     | 1926     | Jollen und Yachten |
| 20-Stunden-Wettfahrt              | jährlich     | 1949     | auf dem Berliner Müggelsee                                                                                             |
| Rund Um                           | jährlich     | 1951     | auf dem Bodensee, von Lindau, 100 km; Ziel vor Lindau                                                                  |
| Helgoland-Edinburgh-Regatta       | alle 2 Jahre | 1968     | Helgoland - Edinburgh                                                                                                  |
| Eisarschregatta                   | jährlich     | 1969     | Dezember, gesegelt in Optimisten, Mindestalter seit 2019: 21 Jahre (vorher 25 Jahre), auf der Wakenitz, Lübeck         |
| Flensburger Fördewoche            | jährlich     | 1973     | im Herbst, Kielschiffe, Flensburger Förde, Blaues Band und Blau-Gelbes Band der Flensburger Förde                      |
| Regatta der Eisernen              | jährlich     | 1975     | im Winter (Samstag vor dem 1. Advent), auf dem Bodensee, veranstaltet vom Deutsch Schweizerischen Motorboot Club e. V. |
| Rum-Regatta                       | jährlich     | 1980     | Wettfahrt historischer segelnder Berufsfahrzeuge, Flensburger Förde                                                    |
| Robbe & Berking Sterling Cup      | jährlich     | 1995     | klassische Yachten der Meter-Klassen 12mR, 8mR, 6mR und 5,5mR, Flensburger Förde                                       |
| Swan Baltic Challenge             | jährlich     | 1995     | Start/Ziel: Glücksburg mit Swan-Yachten                                                                                |
| Berliner Yardstick CUP            | jährlich     | 1998     | Gesamtwertung verschiedener Regatten                                                                                   |
| Ostsee-Cup                        | jährlich     | 2000     | Gesamtergebnis verschiedener Regatten                                                                                  |
| Pantaenius Rund Skagen Race       | alle 2 Jahre | 2006     | Helgoland - Kiel |
| Deutsche Segel-Bundesliga         | jährlich     | 2013     | bundesweiter Clubwettbewerb mit mehreren Spieltagen, Jeder gegen Jeden, mit J/70 Booten                                |
| MidsummerSail                     | jährlich     | 2016     | Jedermannregatta 900 Seemeilen über die Ostsee                                                                         |
| Helga Cup                         | jährlich     | 2018     | ausschließlich Frauenteams, Sprintregatten, Alster                                                                     |
| Helgoland Offshore Triangle (HOT) | alle 2 Jahre | 2023     | Helgoland |

#### Bedeutende Regatten, die in Skandinavien stattfinden
| Name                     | Crew             | Boot                | Premiere | Besonderheiten                            |
| ------------------------ | ---------------- | ------------------- | -------- | ----------------------------------------- |
| Baltic Match Race        | Crews            | X/92                | 1987     | Match-Race, Gesamtwertung dreier Regatten |
| Silverrudder Challenge   | Einhand          | div. Yachten        | 2015     | 7 Klassen; 2018: 450 Teilnehmer           |
| Vegvisir Race            | Einhand/Zweihand | div. Yachten        | 2017     | 6 Klassen; 2019: 140 Teilnehmer           |
| One Star Challenge       | Einhand          | div. Yachten        | 2017     | 6 Klassen; 2020: 38 Teilnehmer            |
| Roschier Baltic Sea Race | Crews            | IRC, MOCRA, Class40 | 2023     | Helsinki                                  |

#### Bedeutende Regatten, die in und um Großbritannien und Irland stattfinden
| Name                           | Crew             | Boot         | Periode      | Premiere | Besonderheiten                               |
| ------------------------------ | ---------------- | ------------ | ------------ | -------- | -------------------------------------------- |
| Cowes Week                     | Crews            | div. Klassen | jährlich     | 1826     | 1 Woche Solent und rund um die Isle of Wight |
| Rolex Fastnet Race             | Crews            | div. Klassen | alle 2 Jahre | 1925     | Ärmelkanal und Irische See                   |
| Rolex Swan European Regatta    | Einhand/Zweihand | Swan-Yachten |              |          | in Cowes                                     |
| Round Britain and Ireland Race | Zweihand         | div. Klassen | alle 4 Jahre | 1966     | 4 Etappen                                    |
| Admiral’s Cup                  | Crews            | div. Klassen | alle 2 Jahre | 1957     | seit 2003 nicht mehr aktiv                   |

#### Bedeutende Yacht-Regatten, die im Mittelmeer stattfinden oder stattfanden
| Name                     | Ort                     | Premiere | Besonderheiten          |
| ------------------------ | ----------------------- | -------- | ----------------------- |
| Middle Sea Race          | Valletta / Malta        | 1968     |                         |
| Barcolana                | Triest                  | 1969     | größte Regatta der Welt |
| Sardinia Cup             | Porto Cervo / Sardinien | 1978     | inaktiv                 |
| Copa del Rey             | Mallorca                | 1982     |                         |
| Kornati Cup              | Murter / Kroatien       | 2000     | für Freizeitsegler      |
| Audi MedCup              | diverse                 | 2005     | inaktiv                 |
| Rolex Capri Sailing Week | Capri                   | 2017     |                         |

#### Weitere bedeutende Regatten in Europa
| Name                         | Boot               | Ort                                  | Periode  | Premiere | Besonderheiten                                                                  |
| ---------------------------- | ------------------ | ------------------------------------ | -------- | -------- | ------------------------------------------------------------------------------- |
| Bol d’Or                     | div. Yachten       | Genfersee                            | jährlich | 1939     | eine der wichtigsten Binnenseeregatten Europas                                  |
| Ronde om Texel               | Katamarane         | Texel/Niederlande                    | jährlich | 1978     | größte Katamaran-Regatta der Welt                                               |
| Solitaire du Figaro          | Figaro Bénéteau    | Frankreich                           | jährlich | 1970     | Einhand; mehrere Etappen                                                        |
| Tall Ships’ Races            | Großsegler         | Europa                               | jährlich | 1973     | 2 Etappen                                                                       |
| Tour de France à la Voile    | Einheitsklassen    | Mittelmeer/Atlantikküste Frankreichs | jährlich | 1978     | etwa 10 Etappen                                                                 |
| Sailing Champions League     | J/70               | diverse                              | jährlich | 2014     | Wettbewerb für europäische Clubs                                                |
| 24 Uurs Zeilrace             | div. Yachten       | Niederlande                          | jährlich | 1950     | gewöhnlich bis zu 700 Meldungen                                                 |
| Centomiglia                  | div. Yachten       | Gardasee                             | jährlich | 1951     | bis 2010, jetzt inaktiv                                                         |
| Trofeo S.A.R. Princesa Sofía | Olympische Klassen | Palma de Mallorca                    | jährlich | 1968     | Vereint alle olympischen Klassen des Segelsports, inkl. Formula Kite und IQFoiL |

### Regatten in Amerika
- Rolex International Regatta – Saint Thomas (Amerikanische Jungferninseln)
- Rolex Swan American Regatta – New York
- Bermuda Race – von Newport (Rhode Island) nach Bermuda; findet zweijährlich statt
- Onion Patch – Regattaserie in Verbindung mit dem Bermuda Race
- Antigua Sailing Week – um Antigua; findet jährlich statt
- Swan Caribbean Challenge – findet in der Karibik statt
- Swan East American Challenge – Atlantik; Start/Ziel: Newport/USA

### Regatta in Australien
- Sydney-Hobart-Regatta – jährlich von Sydney (Australien) nach Hobart (Tasmanien); Start: 2. Weihnachtstag (Boxing Day)

### Regatten über Ozeane oder um die Welt

#### Transatlantikregatten
Hauptartikel Transatlantikregatta
Neben einmaligen Regatten führen oder führten folgende wiederkehrenden Regatten über den Atlantik:
| Name                         | Crew          | Boot            | Periode      | Premiere | Länge in sm | Kurs                              | Besonderheiten              |
| ---------------------------- | ------------- | --------------- | ------------ | -------- | ----------- | --------------------------------- | --------------------------- |
| OSTAR                        | Einhand       | Yachten         | alle 4 Jahre | 1960     | 3000        | Plymouth – Ostküste USA           | Ein- und Mehrrumpfyachten   |
| Transquadra                  | Ein-/Zweihand | vers. Yachten   | alle 3 Jahre | 1963     | ~ 3000      | Frankreich-Madeira-Martinique     | 2 Etappen, Teilnehmer ab 40 |
| Mini-Transat                 | Einhand       | Classe Mini     | alle 2 Jahre | 1977     | 2 × 2000    | Fort Boyard – Kanaren – Brasilien | 2 Etappen                   |
| Route du Rhum                | Einhand       | vers. Klassen   | alle 4 Jahre | 1978     | 3540        | Saint-Malo – Guadeloupe           | Ein- und Mehrrumpfyachten   |
| TWOSTAR                      | Zweihand      | Yachten         | alle 4 Jahre | 1981     | ~ 3000      | Plymouth – Ostküste USA           | Ein- und Mehrrumpfyachten   |
| Transat Québec-Saint-Malo    | Einhand       | vers. Klassen   | alle 4 Jahre | 1984     | ~ 3000      | Québec-Saint-Malo                 | West/Ost-Rennen             |
| Atlantic Rally for Cruisers  | Einhand       | vers. Yachten   | jährlich     | 1986     | ~ 2700      | Gran Canaria – Saint Lucia        | für Amateure                |
| Transat AG2R                 | Einhand       | Figaro Bénéteau | alle 4 Jahre | 1992     | 3710        | Bretagne-Madeira-Antillen         | 2 Etappen                   |
| Transat Jacques Vabre        | Zweihand      | vers. Klassen   | alle 2 Jahre | 1993     | ~ 3000      | Le Havre – Mittelamerika          | Ein- und Mehrrumpfyachten   |
| Les Sables–Azoren–Les Sables | Einhand       | Classe Mini     | alle 2 Jahre | 2006     | 2 × 1270 sm | Les Sables–Azoren–Les Sables      | 2 Etappen                   |
| Transat BPE                  | Einhand       | Figaro Bénéteau | alle 2 Jahre | 2006     | ~ 3000 sm   | Bretagne – Antillen               |                             |
| RORC Transatlantic Race      | Crew          |                 |              |          |             |                                   |                             |

#### Transpazifik-Regatta
- Transpacific Yacht Race (kurz Transpac) – alle zwei Jahre von Los Angeles (USA) nach Honolulu (Hawaii), für Ein- und Mehrrumpfboote, in ungeraden Jahren[8]

#### Regatten rund um die Welt
| Name                       | Crew     | Boot         | Periode       | Premiere | Startort            | Besonderheiten                    |
| -------------------------- | -------- | ------------ | ------------- | -------- | ------------------- | --------------------------------- |
| Vendée Globe               | Einhand  | Imoca        | alle 4 Jahre  | 1968     | Les Sables-d’Olonne | nonstop                           |
| The Ocean Race             | Crews    | VOR 65       | alle 4 Jahre  | 1973     | diverse             | mehrere wechselnde Etappen        |
| Barcelona World Race       | Zweihand | Imoca        | alle 4 Jahre  | 2007     | Barcelona           | nonstop                           |
| Portimão Global Ocean Race | Zweihand | Class 40     | einmalig      | 2008     | Portimao            | 5 Etappen                         |
| Global Challenge           | Einhand  | div. Klassen | alle 4 Jahre  | 1989     | Southampton         | mehrere Etappen; nicht mehr aktiv |
| BOC Challenge              | Einhand  | div. Klassen | alle 4 Jahre  | 1982     | Ostküste USA        | mehrere Etappen; nicht mehr aktiv |
| Golden Globe Race          | Einhand  | div. Yachten | alle 50 Jahre | 1968     | diverse             | erstes Um-Die-Welt Rennen         |

### Regatten an weltweit wechselnden Orten
- ISAF World Sailing Games – eine Segelveranstaltung nach dem Vorbild der Olympischen Spiele, an unterschiedlichen Austragungsorten
- Olympische Sommerspiele – Segelwettbewerbe
- America’s Cup – eine seit 1851 bestehende Regatta in den Heimatgewässern des jeweiligen Titelverteidigers
- Louis Vuitton Cup – die Qualifikationsveranstaltung für den America’s Cup, an unterschiedlichen Austragungsorten gemäß dem America’s Cup
- Sail GP – seit 2018 bestehende Regattaserie mit Nationalteams in Hochleistungs-Katamaranen[9]